# حسین دقیق
حسین دقیق (عربی: حسين علي دقيق؛ زادهٔ ۱۰ نوامبر ۱۹۸۸) بازیکن فوتبال اهل لبنان است.
از باشگاه‌هایی که در آن بازی کرده‌است می‌توان به باشگاه ورزشی العهد اشاره کرد.
وی همچنین در تیم ملی فوتبال لبنان بازی کرده‌است.